# Triphosa
Triphosa är ett släkte av fjärilar som beskrevs av Stephens 1829. Triphosa ingår i familjen mätare.

## Bildgalleri

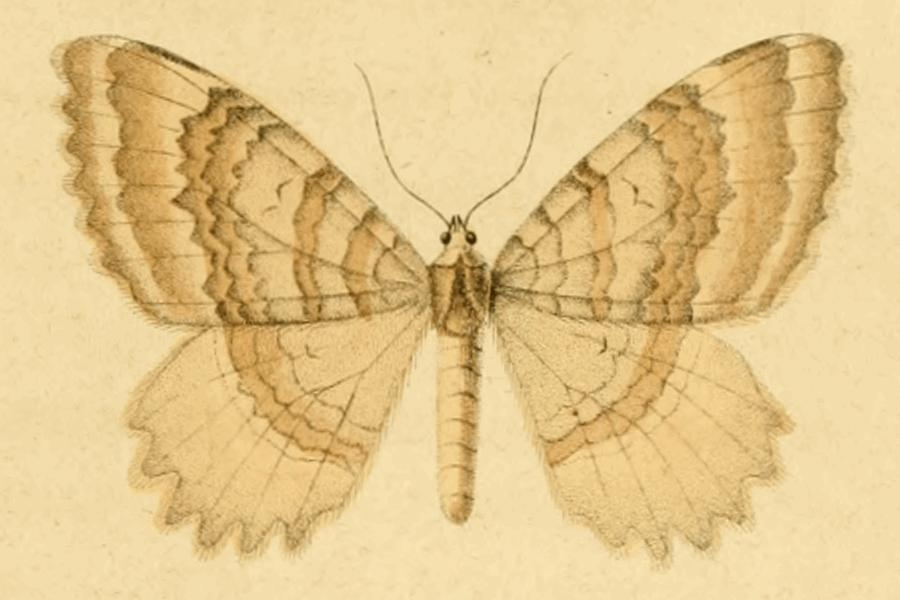

## Dottertaxa tillTriphosa, i alfabetisk ordning[1][2]
- Triphosa aberrans
- Triphosa acis
- Triphosa acutipennis
- Triphosa acyrota
- Triphosa aequivalens
- Triphosa affirmaria
- Triphosa agnata
- Triphosa albiplaga
- Triphosa albirama
- Triphosa albosignata
- Triphosa amblychiles
- Triphosa amdoensis
- Triphosa antarctica
- Triphosa arizanensis
- Triphosa brunneosuffusa
- Triphosa californiata
- Triphosa cinereata
- Triphosa confusaria
- Triphosa consona
- Triphosa corrasata
- Triphosa decolor
- Triphosa depleta
- Triphosa dimidiata
- Triphosa dubia
- Triphosa dubiosata
- Triphosa dubitata
- Triphosa dyriata
- Triphosa empodia
- Triphosa epiocosma
- Triphosa eucosmiata
- Triphosa eugramma
- Triphosa expansa
- Triphosa fasciata
- Triphosa gavara
- Triphosa haesitata
- Triphosa hydatoplex
- Triphosa inca
- Triphosa incertata
- Triphosa indubitata
- Triphosa largeteauria
- Triphosa latiplaga
- Triphosa lugens
- Triphosa luteimedia
- Triphosa macroprora
- Triphosa melanoplagia
- Triphosa millierata
- Triphosa mnestira
- Triphosa moniliferaria
- Triphosa multilinearia
- Triphosa nigralbata
- Triphosa oberthuri
- Triphosa obsoletaria
- Triphosa ochricostata
- Triphosa oenozona
- Triphosa packardata
- Triphosa pallescens
- Triphosa pallidivittata
- Triphosa petronata
- Triphosa praesumtiosa
- Triphosa punctigera
- Triphosa pura
- Triphosa pustularia
- Triphosa quasiplaga
- Triphosa rantaizanensis
- Triphosa ravulata
- Triphosa rubicunda
- Triphosa rubrifusa
- Triphosa rubrodotata
- Triphosa sabaudiata
- Triphosa salebrosa
- Triphosa sericata
- Triphosa seseraria
- Triphosa subsericata
- Triphosa tangens
- Triphosa taochata
- Triphosa tarachodes
- Triphosa thierrymiegi
- Triphosa tremulata
- Triphosa tritocelidaria
- Triphosa tritocelidata
- Triphosa umbrifacta
- Triphosa uniplaga
- Triphosa variegata
- Triphosa venimaculata